# Nekomonogatari
 (octobre 2012).
Nekomonogatari (猫物語, littéralement "histoire de chat") fait partie de la série de light novel Monogatari. Ce chapitre raconte l'histoire de Tsubasa Hanekawa qui est au centre de cet arc et d'Araragi Koyomi, jeune lycéen devenu vampire.
L'histoire se passe avant Bakemonogatari et Nisemonogatari. Elle se compose de deux parties : Kuro (Noir) et Shiro (Blanc).
Nekomonogatari Kuro, qui est composé de quatre épisodes, a été adapté en animé durant l'hiver 2012 et est licencié en version sous-titrée française par Wakanim, uniquement en dématérialisé.

## Synopsis

### Nekomonogatari Noir
Le premier épisode commence avec le dialogue entre Koyomi et Tsukihi Araragi. Il interroge sa sœur sur ce qu'est vraiment l'amour et s'il éprouvait des sentiments pour "Mademoiselle H" qui se trouve être Hanekawa. 
Arrivé à la conclusion qu'Araragi était en manque de choses sexuelles (telles que toucher des poitrines), il décide d'aller acheter des revues pornographiques. C'est comme cela qu'il croise Hanekawa.
L'histoire suit donc son cours après les révélations de la jeune fille auprès de Koyomi qui va soigner une de ses blessures grâce à ses dons de vampire et après avoir enterré un chat blanc sans queue qui se trouve être l'aberration qu'on voit dans Bakemonogatari au dernier épisode.